# 伽草子 (曲)
「伽草子」（おとぎぞうし）は、1973年6月21日に発売されたよしだたくろう（現・吉田拓郎）の通算7枚目のシングル。

## 制作
「伽草子」の作詞者の白石ありすは、最初この曲の詞を「たまねぎ」「どうやら私は街が好きらしい」のそれぞれの詞と共に山平和彦の元へ持って行ったが、「たまねぎ」と「どうやら - 」の二篇は受け取ってもらえたものの、この曲の詞については「曲想が湧かない」ということで受け取ってもらえず、改めて吉田の元へ持って行き、受け取ってもらえたという経緯がある。

## ディスクジャケット
ジャケット写真は黒い木製の椅子に座った吉田が将棋を指すものである。

## 収録曲
- 全作曲：吉田拓郎

Side:A
1. 伽草子（2分46秒）
作詞：白石ありす

Side:B
1. こんなに抱きしめても（3分25秒）
作詞：岡本おさみ